# Lista drużyn i zawodników w Vuelta a España 2006
Lista zawodników w Vuelta a España 2006, który odbył się w dniach 26 sierpnia-17 września.
| Rabobank RAB    | Rabobank RAB         | Rabobank RAB | Rabobank RAB | Rabobank RAB |
| --------------- | -------------------- | ------------ | ------------ | ------------ |
| Nr              | Zawodnik             | Wiek         |              | Poz.         |
| 1               | Denis Mienszow       | 28           | Rosja        |              |
| 2               | Mauricio Ardila Cano | 27           | Kolumbia     |              |
| 3               | Theo Eltink          | 24           | Holandia     |              |
| 4               | William Walker       | 20           | Australia    |              |
| 5               | Pedro Horrillo       | 31           | Hiszpania    |              |
| 6               | Gerben Löwik         | 29           | Holandia     |              |
| 7               | Grischa Niermann     | 30           | Niemcy       |              |
| 8               | Michael Rasmussen    | 32           | Dania        |              |
| 9               | Pieter Weening       | 25           | Holandia     |              |
| Trener drużyny: |                      |              |              |              |

| Team CSC CSC    | Team CSC CSC      | Team CSC CSC | Team CSC CSC | Team CSC CSC |
| --------------- | ----------------- | ------------ | ------------ | ------------ |
| Nr              | Zawodnik          | Wiek         |              | Poz.         |
| 11              | Carlos Sastre     | 31           | Hiszpania    |              |
| 12              | Kurt-Asle Arvesen | 31           | Norwegia     |              |
| 13              | Lars Ytting Bak   | 26           | Dania        |              |
| 14              | Fabian Cancellara | 25           | Szwajcaria   |              |
| 15              | Iñigo Cuesta      | 37           | Hiszpania    |              |
| 16              | Marcus Ljungqvist | 31           | Szwecja      |              |
| 17              | Stuart O’Grady    | 32           | Australia    |              |
| 18              | Jakob Piil        | 32           | Australia    |              |
| 19              | Nicki Sørensen    | 31           | Dania        |              |
| Trener drużyny: |                   |              |              |              |

| AG2R Prévoyance A2R | AG2R Prévoyance A2R | AG2R Prévoyance A2R | AG2R Prévoyance A2R | AG2R Prévoyance A2R |
| ------------------- | ------------------- | ------------------- | ------------------- | ------------------- |
| Nr                  | Zawodnik            | Wiek                |                     | Poz.                |
| 21                  | Cyril Dessel        | 31                  | Francja             |                     |
| 22                  | José Luis Arrieta   | 35                  | Hiszpania           |                     |
| 23                  | Mikel Astarloza     | 26                  | Hiszpania           |                     |
| 24                  | Iñigo Chaurreau     | 33                  | Hiszpania           |                     |
| 25                  | Hubert Dupont       | 25                  | Francja             |                     |
| 26                  | Stéphane Goubert    | 36                  | Francja             |                     |
| 27                  | David Navas         | 32                  | Hiszpania           |                     |
| 28                  | Jean-Patrick Nazon  | 29                  | Francja             |                     |
| 29                  | Mark Scanlon        | 25                  | Irlandia            |                     |
| Trener drużyny:     |                     |                     |                     |                     |

| Bouygues Télécom BTL | Bouygues Télécom BTL | Bouygues Télécom BTL | Bouygues Télécom BTL | Bouygues Télécom BTL |
| -------------------- | -------------------- | -------------------- | -------------------- | -------------------- |
| Nr                   | Zawodnik             | Wiek                 |                      | Poz.                 |
| 31                   | Walter Beneteau      | 34                   | Francja              |                      |
| 32                   | Mathieu Claude       | 23                   | Francja              |                      |
| 33                   | Pierre Drancourt     | 24                   | Francja              |                      |
| 34                   | Xavier Florencio     | 26                   | Hiszpania            |                      |
| 35                   | Anthony Geslin       | 26                   | Francja              |                      |
| 36                   | Christophe Kern      | 25                   | Francja              |                      |
| 37                   | Rony Martias         | 26                   | Francja              |                      |
| 38                   | Jérôme Pineau        | 26                   | Francja              |                      |
| 39                   | Franck Renier        | 32                   | Francja              |                      |
| Trener drużyny:      |                      |                      |                      |                      |

| Crédit Agricole C.A | Crédit Agricole C.A | Crédit Agricole C.A | Crédit Agricole C.A | Crédit Agricole C.A |
| ------------------- | ------------------- | ------------------- | ------------------- | ------------------- |
| Nr                  | Zawodnik            | Wiek                |                     | Poz.                |
| 41                  | László Bodrogi      | 29                  | Węgry               |                     |
| 42                  | Pietro Caucchioli   | 30                  | Włochy              |                     |
| 43                  | Anthony Charteau    | 27                  | Francja             |                     |
| 44                  | Dmitrij Fofonow     | 30                  | Kazachstan          |                     |
| 45                  | Thor Hushovd        | 28                  | Norwegia            |                     |
| 46                  | Mads Kaggestad      | 29                  | Norwegia            |                     |
| 47                  | Cyril Lemoine       | 23                  | Francja             |                     |
| 48                  | Mark Renshaw        | 23                  | Australia           |                     |
| 49                  | Nicolas Vogondy     | 29                  | Francja             |                     |
| Trener drużyny:     |                     |                     |                     |                     |

| Caisse d'Epargne-Illes Balears CEI | Caisse d'Epargne-Illes Balears CEI | Caisse d'Epargne-Illes Balears CEI | Caisse d'Epargne-Illes Balears CEI | Caisse d'Epargne-Illes Balears CEI |
| ---------------------------------- | ---------------------------------- | ---------------------------------- | ---------------------------------- | ---------------------------------- |
| Nr                                 | Zawodnik                           | Wiek                               |                                    | Poz.                               |
| 51                                 | Alejandro Valverde                 | 26                                 | Hiszpania                          |                                    |
| 52                                 | Óscar Pereiro Sio                  | 29                                 | Hiszpania                          |                                    |
| 53                                 | David Arroyo                       | 26                                 | Hiszpania                          |                                    |
| 54                                 | José Vicente García                | 34                                 | Hiszpania                          |                                    |
| 55                                 | Joan Horrach                       | 32                                 | Hiszpania                          |                                    |
| 56                                 | Władimir Karpiec                   | 25                                 | Rosja                              |                                    |
| 57                                 | Francisco Pérez                    | 28                                 | Hiszpania                          |                                    |
| 58                                 | Joaquim Rodríguez                  | 27                                 | Hiszpania                          |                                    |
| 59                                 | Xabier Zandio                      | 29                                 | Hiszpania                          |                                    |
| Trener drużyny:                    |                                    |                                    |                                    |                                    |

| Cofidis, Le Crédit par Téléphone COF | Cofidis, Le Crédit par Téléphone COF | Cofidis, Le Crédit par Téléphone COF | Cofidis, Le Crédit par Téléphone COF | Cofidis, Le Crédit par Téléphone COF |
| ------------------------------------ | ------------------------------------ | ------------------------------------ | ------------------------------------ | ------------------------------------ |
| Nr                                   | Zawodnik                             | Wiek                                 |                                      | Poz.                                 |
| 61                                   | Leonardo Bertagnolli                 | 28                                   | Włochy                               |                                      |
| 62                                   | Leonardo Duque                       | 26                                   | Kolumbia                             |                                      |
| 63                                   | Bingen Fernández                     | 33                                   | Hiszpania                            |                                      |
| 64                                   | Geoffroy Lequatre                    | 25                                   | Francja                              |                                      |
| 65                                   | Thierry Marichal                     | 33                                   | Belgia                               |                                      |
| 66                                   | Sébastien Minard                     | 24                                   | Francja                              |                                      |
| 67                                   | David Moncoutié                      | 31                                   | Francja                              |                                      |
| 68                                   | Luis Pérez Rodriguez                 | 32                                   | Hiszpania                            |                                      |
| 69                                   | Staf Scheirlinckx                    | 27                                   | Belgia                               |                                      |
| Trener drużyny:                      |                                      |                                      |                                      |                                      |

| Discovery Channel Pro Cycling Team DSC | Discovery Channel Pro Cycling Team DSC | Discovery Channel Pro Cycling Team DSC | Discovery Channel Pro Cycling Team DSC | Discovery Channel Pro Cycling Team DSC |
| -------------------------------------- | -------------------------------------- | -------------------------------------- | -------------------------------------- | -------------------------------------- |
| Nr                                     | Zawodnik                               | Wiek                                   |                                        | Poz.                                   |
| 71                                     | Michael Barry                          | 30                                     | Kanada                                 |                                        |
| 72                                     | Manuel Beltrán                         | 35                                     | Hiszpania                              |                                        |
| 73                                     | Janez Brajkovič                        | 22                                     | Słowenia                               |                                        |
| 74                                     | Tom Danielson                          | 28                                     | Stany Zjednoczone                      |                                        |
| 75                                     | Stijn Devolder                         | 26                                     | Belgia                                 |                                        |
| 76                                     | Władimir Gusiew                        | 24                                     | Rosja                                  |                                        |
| 77                                     | Benoît Joachim                         | 30                                     | Luksemburg                             |                                        |
| 78                                     | Egoi Martínez                          | 27                                     | Hiszpania                              |                                        |
| 79                                     | Jurgen Van Goolen                      | 26                                     | Belgia                                 |                                        |
| Trener drużyny:                        |                                        |                                        |                                        |                                        |

| Davitamon – Lotto DVL | Davitamon – Lotto DVL | Davitamon – Lotto DVL | Davitamon – Lotto DVL | Davitamon – Lotto DVL |
| --------------------- | --------------------- | --------------------- | --------------------- | --------------------- |
| Nr                    | Zawodnik              | Wiek                  |                       | Poz.                  |
| 81                    | Olivier Kaisen        | 22                    | Belgia                |                       |
| 82                    | Robbie McEwen         | 34                    | Australia             |                       |
| 83                    | Mario Aerts           | 31                    | Belgia                |                       |
| 84                    | Christophe Brandt     | 29                    | Belgia                |                       |
| 85                    | Wim De Vocht          | 24                    | Belgia                |                       |
| 86                    | Bart Dockx            | 24                    | Belgia                |                       |
| 87                    | Christopher Horner    | 35                    | Belgia                |                       |
| 88                    | Josep Jufré           | 31                    | Hiszpania             |                       |
| 89                    | Bjorn Leukemans       | 29                    | Belgia                |                       |
| Trener drużyny:       |                       |                       |                       |                       |

| Euskaltel – Euskadi EUS | Euskaltel – Euskadi EUS | Euskaltel – Euskadi EUS | Euskaltel – Euskadi EUS | Euskaltel – Euskadi EUS |
| ----------------------- | ----------------------- | ----------------------- | ----------------------- | ----------------------- |
| Nr                      | Zawodnik                | Wiek                    |                         | Poz.                    |
| 91                      | Samuel Sánchez          | 28                      | Hiszpania               |                         |
| 92                      | Haimar Zubeldia         | 29                      | Hiszpania               |                         |
| 93                      | Iban Mayo               | 29                      | Hiszpania               |                         |
| 94                      | Igor Antón              | 23                      | Hiszpania               |                         |
| 95                      | Koldo Fernández         | 24                      | Hiszpania               |                         |
| 96                      | David Herrero           | 26                      | Hiszpania               |                         |
| 97                      | Iñigo Landaluze         | 29                      | Hiszpania               |                         |
| 98                      | Aketza Peña             | 25                      | Hiszpania               |                         |
| 99                      | Rubén Pérez             | 24                      | Hiszpania               |                         |
| Trener drużyny:         |                         |                         |                         |                         |

| La Française des Jeux FDJ | La Française des Jeux FDJ | La Française des Jeux FDJ | La Française des Jeux FDJ | La Française des Jeux FDJ |
| ------------------------- | ------------------------- | ------------------------- | ------------------------- | ------------------------- |
| Nr                        | Zawodnik                  | Wiek                      |                           | Poz.                      |
| 101                       | Jérémy Roy                | 23                        | Francja                   |                           |
| 102                       | Fabien Patanchon          | 23                        | Francja                   |                           |
| 103                       | Ian McLeod                | 25                        | Południowa Afryka         |                           |
| 104                       | Éric Leblacher            | 28                        | Francja                   |                           |
| 105                       | Sébastien Joly            | 27                        | Francja                   |                           |
| 106                       | Frédéric Finot            | 29                        | Francja                   |                           |
| 107                       | Bernhard Eisel            | 25                        | Austria                   |                           |
| 108                       | Christophe Detilloux      | 32                        | Belgia                    |                           |
| 109                       | Freddy Bichot             | 26                        | Francja                   |                           |
| Trener drużyny:           |                           |                           |                           |                           |

| Team Gerolsteiner GST | Team Gerolsteiner GST | Team Gerolsteiner GST | Team Gerolsteiner GST | Team Gerolsteiner GST |
| --------------------- | --------------------- | --------------------- | --------------------- | --------------------- |
| Nr                    | Zawodnik              | Wiek                  |                       | Poz.                  |
| 111                   | Davide Rebellin       | 35                    | Włochy                |                       |
| 112                   | Robert Förster        | 28                    | Niemcy                |                       |
| 113                   | Markus Fothen         | 24                    | Niemcy                |                       |
| 114                   | René Haselbacher      | 28                    | Austria               |                       |
| 115                   | Heinrich Haussler     | 22                    | Niemcy                |                       |
| 116                   | Torsten Hiekmann      | 26                    | Niemcy                |                       |
| 117                   | Andrea Moletta        | 27                    | Włochy                |                       |
| 118                   | Sven Montgomery       | 30                    | Szwajcaria            |                       |
| 119                   | Marcel Strauss        | 30                    | Szwajcaria            |                       |
| Trener drużyny:       |                       |                       |                       |                       |

| Lampre – Fondital LAM | Lampre – Fondital LAM | Lampre – Fondital LAM | Lampre – Fondital LAM | Lampre – Fondital LAM |
| --------------------- | --------------------- | --------------------- | --------------------- | --------------------- |
| Nr                    | Zawodnik              | Wiek                  |                       | Poz.                  |
| 121                   | Matteo Carrara        | 27                    | Włochy                |                       |
| 122                   | Claudio Corioni       | 23                    | Włochy                |                       |
| 123                   | Enrico Franzoi        | 24                    | Włochy                |                       |
| 124                   | David Loosli          | 26                    | Szwajcaria            |                       |
| 125                   | Marco Marzano         | 26                    | Włochy                |                       |
| 126                   | Ruggero Marzoli       | 30                    | Włochy                |                       |
| 127                   | Danilo Napolitano     | 25                    | Włochy                |                       |
| 128                   | Jewgienij Pietrow     | 28                    | Rosja                 |                       |
| 129                   | Sylwester Szmyd       | 28                    | Polska                |                       |
| Trener drużyny:       |                       |                       |                       |                       |

| Liquigas LIQ    | Liquigas LIQ           | Liquigas LIQ | Liquigas LIQ    | Liquigas LIQ |
| --------------- | ---------------------- | ------------ | --------------- | ------------ |
| Nr              | Zawodnik               | Wiek         |                 | Poz.         |
| 131             | Danilo Di Luca         | 30           | Włochy          |              |
| 132             | Dario Andriotto        | 33           | Włochy          |              |
| 133             | Magnus Bäckstedt       | 31           | Szwecja         |              |
| 134             | Kjell Carlström        | 29           | Finlandia       |              |
| 135             | Dario David Cioni      | 31           | Włochy          |              |
| 136             | Francesco Failli       | 22           | Włochy          |              |
| 137             | Alessandro Spezialetti | 31           | Włochy          |              |
| 138             | Charles Wegelius       | 28           | Wielka Brytania |              |
| 139             | Luca Paolini           | 29           | Włochy          |              |
| Trener drużyny: |                        |              |                 |              |

| Team Milram MRM | Team Milram MRM     | Team Milram MRM | Team Milram MRM | Team Milram MRM |
| --------------- | ------------------- | --------------- | --------------- | --------------- |
| Nr              | Zawodnik            | Wiek            |                 | Poz.            |
| 141             | Alessandro Petacchi | 32              | Włochy          |                 |
| 142             | Erik Zabel          | 36              | Niemcy          |                 |
| 143             | Daniel Becke        | 28              | Niemcy          |                 |
| 144             | Maarten den Bakker  | 37              | Holandia        |                 |
| 145             | Wołodymyr Diudia    | 23              | Ukraina         |                 |
| 146             | Alberto Ongarato    | 31              | Włochy          |                 |
| 147             | Elia Rigotto        | 24              | Włochy          |                 |
| 148             | Sebastian Siedler   | 28              | Niemcy          |                 |
| 149             | Marco Velo          | 32              | Włochy          |                 |
| Trener drużyny: |                     |                 |                 |                 |

| Phonak Hearing Systems PHO | Phonak Hearing Systems PHO | Phonak Hearing Systems PHO | Phonak Hearing Systems PHO | Phonak Hearing Systems PHO |
| -------------------------- | -------------------------- | -------------------------- | -------------------------- | -------------------------- |
| Nr                         | Zawodnik                   | Wiek                       |                            | Poz.                       |
| 151                        | Martín Perdiguero          | 33                         | Hiszpania                  |                            |
| 152                        | Aurélien Clerc             | 27                         | Szwajcaria                 |                            |
| 153                        | Luis Fernández             | 26                         | Hiszpania                  |                            |
| 154                        | Ryder Hesjedal             | 25                         | Kanada                     |                            |
| 155                        | Nicolas Jalabert           | 33                         | Francja                    |                            |
| 156                        | Steve Morabito             | 23                         | Szwajcaria                 |                            |
| 157                        | Uroš Murn                  | 31                         | Słowenia                   |                            |
| 158                        | Florian Stalder            | 23                         | Szwajcaria                 |                            |
| 159                        | Steve Zampieri             | 29                         | Szwajcaria                 |                            |
| Trener drużyny:            |                            |                            |                            |                            |

| Quick Step – Innergetic QSI | Quick Step – Innergetic QSI | Quick Step – Innergetic QSI | Quick Step – Innergetic QSI | Quick Step – Innergetic QSI |
| --------------------------- | --------------------------- | --------------------------- | --------------------------- | --------------------------- |
| Nr                          | Zawodnik                    | Wiek                        |                             | Poz.                        |
| 161                         | Paolo Bettini               | 32                          | Włochy                      |                             |
| 162                         | Davide Vigano               | 22                          | Włochy                      |                             |
| 163                         | Kevin van Impe              | 25                          | Belgia                      |                             |
| 164                         | Matteo Tosatto              | 32                          | Włochy                      |                             |
| 165                         | Sébastien Rosseler          | 25                          | Belgia                      |                             |
| 166                         | Kevin Hulsmans              | 28                          | Belgia                      |                             |
| 167                         | José Antonio Garrido        | 30                          | Hiszpania                   |                             |
| 168                         | Addy Engels                 | 29                          | Holandia                    |                             |
| 169                         | Kevin De Weert              | 24                          | Belgia                      |                             |
| Trener drużyny:             |                             |                             |                             |                             |

| Relax - GAM REG | Relax - GAM REG         | Relax - GAM REG | Relax - GAM REG   | Relax - GAM REG |
| --------------- | ----------------------- | --------------- | ----------------- | --------------- |
| Nr              | Zawodnik                | Wiek            |                   | Poz.            |
| 171             | Nacor Burgos            | 29              | Hiszpania         |                 |
| 172             | Mario De Sárraga        | 26              | Hiszpania         |                 |
| 173             | José Miguel Elías       | 29              | Hiszpania         |                 |
| 174             | Raul García             | 24              | Hiszpania         |                 |
| 175             | Jorge García            | 26              | Hiszpania         |                 |
| 176             | David George            | 30              | Południowa Afryka |                 |
| 177             | Daniel Moreno           | 24              | Hiszpania         |                 |
| 178             | Francisco José Terciado | 25              | Hiszpania         |                 |
| 179             | Angel Vallejo           | 25              | Hiszpania         |                 |
| Trener drużyny: |                         |                 |                   |                 |

| Saunier Duval – Prodir SDV | Saunier Duval – Prodir SDV | Saunier Duval – Prodir SDV | Saunier Duval – Prodir SDV | Saunier Duval – Prodir SDV |
| -------------------------- | -------------------------- | -------------------------- | -------------------------- | -------------------------- |
| Nr                         | Zawodnik                   | Wiek                       |                            | Poz.                       |
| 181                        | Alberto Benitez Ramon      | 24                         | Hiszpania                  |                            |
| 182                        | José Gómez Marchante       | 26                         | Hiszpania                  |                            |
| 183                        | David Millar               | 29                         | Wielka Brytania            |                            |
| 184                        | David Cañada               | 31                         | Hiszpania                  |                            |
| 185                        | Juan José Cobo             | 25                         | Hiszpania                  |                            |
| 186                        | Leonardo Piepoli           | 34                         | Włochy                     |                            |
| 187                        | David De La Fuente         | 25                         | Hiszpania                  |                            |
| 188                        | Ángel Gomez                | 25                         | Hiszpania                  |                            |
| 189                        | Francisco José Ventoso     | 24                         | Hiszpania                  |                            |
| Trener drużyny:            |                            |                            |                            |                            |

| T-Mobile Team TMO | T-Mobile Team TMO | T-Mobile Team TMO | T-Mobile Team TMO | T-Mobile Team TMO |
| ----------------- | ----------------- | ----------------- | ----------------- | ----------------- |
| Nr                | Zawodnik          | Wiek              |                   | Poz.              |
| 191               | Lorenzo Bernucci  | 26                | Włochy            |                   |
| 192               | Scott Davis       | 27                | Australia         |                   |
| 193               | Bastiaan Giling   | 23                | Holandia          |                   |
| 194               | André Greipel     | 24                | Niemcy            |                   |
| 195               | Bernhard Kohl     | 24                | Austria           |                   |
| 196               | André Korff       | 33                | Niemcy            |                   |
| 197               | Daniele Nardello  | 34                | Włochy            |                   |
| 198               | Stephan Schreck   | 28                | Niemcy            |                   |
| 199               | Thomas Ziegler    | 25                | Niemcy            |                   |
| Trener drużyny:   |                   |                   |                   |                   |

| Team Astana AWT | Team Astana AWT     | Team Astana AWT | Team Astana AWT | Team Astana AWT |
| --------------- | ------------------- | --------------- | --------------- | --------------- |
| Nr              | Zawodnik            | Wiek            |                 | Poz.            |
| 201             | Aleksandr Winokurow | 32              | Kazachstan      |                 |
| 202             | Carlos Barredo      | 25              | Hiszpania       |                 |
| 203             | Assan Bazajew       | 25              | Kazachstan      |                 |
| 204             | Alberto Contador    | 23              | Hiszpania       |                 |
| 205             | Andriej Kaszeczkin  | 26              | Kazachstan      |                 |
| 206             | Aaron Kemps         | 22              | Australia       |                 |
| 207             | Sérgio Paulinho     | 26              | Portugalia      |                 |
| 208             | Luis Sánchez Gil    | 22              | Hiszpania       |                 |
| 209             | Siergiej Jakowlew   | 30              | Kazachstan      |                 |
| Trener drużyny: |                     |                 |                 |                 |